# Campionati sudamericani femminili di cricket T20 2024
I Campionati sudamericani femminili di cricket T20 2024 si sono svolti dal 26 al 29 settembre a Poços de Caldas, in Brasile: al torneo hanno partecipato quattro squadre.

## Regolamento

### Formula
La formula ha previsto:
- Fase a gironi, disputata con girone all'italiana: la prima e la seconda classificata accedono alla finale.

## Torneo

### Fase a gironi

#### Classifica
| Pos. | Squadra      | Pt | G | V | P | NRR     |
| ---- | ------------ | -- | - | - | - | ------- |
| 1.   | Brasile      | 6  | 3 | 3 | 0 | +10.708 |
| 2.   | Argentina    | 4  | 3 | 2 | 1 | +4.473  |
| 3.   | Messico      | 2  | 3 | 1 | 2 | -6.426  |
| 4.   | Isole Cayman | 0  | 3 | 0 | 3 | -5.816  |

      Qualificata in finale
      Qualificata alla finalina per il bronzo

### Playoff

#### Finalina 3º posto
| 29 settembre 2024 Poços Oval, Poços de Caldas | Isole Cayman | 142/3 - 138/7 | Messico | Isole Cayman vincono di 3 runs |

#### Finale
| 29 settembre 2024 Poços Oval, Poços de Caldas | Argentina | 70 - 49/1 | Brasile | Brasile vince di 22 runs (metodo DLS) |